# Odonturisca serricauda
Odonturisca serricauda är en insektsart som först beskrevs av Heinrich Hugo Karny 1924.  Odonturisca serricauda ingår i släktet Odonturisca och familjen vårtbitare. Inga underarter finns listade i Catalogue of Life.